# 木渎廊桥
木渎廊桥是一座廊桥，位于江苏省苏州市西南郊吴中区木渎镇南街市河上，建于清末，东西走向，横跨走马塘。桥上筑有覆盖全桥身的船篷轩廊，桥身、桥柱、桥栏、桥面均为木质，桥长5米，左右两侧各有3根木柱。
2019年8月23日,木渎廊桥公布为第八批苏州市文物保护单位。